# Clássica Viana do Castelo
La Clássica Viana do Castelo est une course cycliste disputée autour de Viana do Castelo, dans le Minho-Lima. Cette épreuve se déroule sur une journée au mois d'avril. Elle figure actuellement au programme de la Coupe du Portugal pour les élites,. 
La compétition est créée en 2021 à l'initiative de l'ancien cycliste professionnel Ricardo Costa. Elle se tient sur un parcours varié, qui comprend quelques ascensions, du plat et aussi des secteurs pavés ou non-goudronnés,. 

## Palmarès
| Année | Vainqueur           | Deuxième        | Troisième           |
| ----- | ------------------- | --------------- | ------------------- |
| 2021  | Alexander Grigoriev | César Martingil | Pedro Andrade       |
| 2022  | Joaquim Silva       | César Fonte     | Alexander Grigoriev |
| 2023  | Luís Gomes          | Afonso Silva    | Luís Mendonça       |
| 2024  | Francisco Campos    | Fábio Costa     | Tomás Contte        |
| 2025  | Leangel Linarez     | Nicolás Tivani  | Fábio Costa         |